# Parwizabad
Parwizabad – wieś w Iranie, w ostanie Azerbejdżan Zachodni, w szahrestanie Szahin Deż. W 2006 roku liczyła 17 mieszkańców.